# Kenya Márquez
Kenya Márquez (Guadalajara, Jalisco, 1972) es una directora, productora y guionista de cine. Estudió Comunicaciones en la Universidad del Valle de Atemajac y Guionismo en el Centro de Capacitación Cinematográfica.
Su primer cortometraje, Cruz (1998), estuvo nominado a Mejor Cortometraje de Ficción en la 41° entrega del Premio Ariel, y su primer largometraje, Fecha de Caducidad (2011), recibió más de 25 galardones en festivales alrededor del mundo, incluyendo el Premio Especial del Jurado en el Festival de Cine de Moscú, Premio Lexus Ibero a Mejor Ópera Prima en el Miami International Film Festival, Premio del Público a Mejor Largometraje Mexicano, Mención Especial del Jurado a la Dirección y a la Fotografía en el Festival Internacional de Cine de Morelia, Mejor Largometraje Jalisciense en el Festival Internacional de Cine de Guadalajara y Mejor Película del Vancouver Latin American Film Festival en Canadá, entre otros. También fue directora del Festival Internacional de Cine de Guadalajara del 2002 al 2005, y ha participado como miembro de jurado de distintos festivales nacionales e internacionales
En 2011, dirigió, escribió y produjo el documental El secreto de Candita, enfocado en la cineasta y compositora Cándida Beltrán Rendón, pionera del cine silente en México. El documental fue realizado a través de entrevistas y documentos de archivo.
Su segunda película, Asfixia (2019), obtuvo 7 nominaciones en los Premios Ariel, incluyendo Mejor Película y Mejor Dirección. También se ha adentrado a la dirección de series de televisión por streaming, como Oscuro deseo para Netflix y El juego de las llaves de PrimeVideo. Su último cortometraje, Aire, se estrenó en el Festival Internacional de Cine de Morelia, y su última película, Nada que ver, tuvo estreno comercial en cines mexicanos.

## Filmografía
- Nada que ver (2023)
- Aire (2022) - cortometraje
- Madre solo hay dos (2021) - serie de televisión por streaming
- El juego de las llaves (2019-2021) - serie de televisión por streaming
- Oscuro deseo (2020) - serie de televisión por streaming
- Asfixia (2019)
- Ayotzinapa 26 (2016)
- El secreto de Candita (2011) - documental
- Fecha de caducidad (2011)
- Bajo el alma (2011) - serie de televisión
- Señas particulares (2007)
- La mesa servida (2004)
- Cruz (1998)